# Rašelinné jezírko Rosička
Rašelinné jezírko Rosička je přírodní památka poblíž obce Sedlejov v okrese Jihlava v nadmořské výšce 570–570 metrů. Oblast spravuje Krajský úřad Kraje Vysočina. Rozloha jezírka je 0,0794 ha. Důvodem ochrany je zachování rašelinného jezírka s bohatou populací leknínu bělostného (Nymphaea candida).